# Saint-Marc-le-Blanc
Saint-Marc-le-Blanc is een gemeente in het Franse departement Ille-et-Vilaine (regio Bretagne). De plaats maakt deel uit van het arrondissement Fougères-Vitré. De bestaande gemeente Saint-Marc-le-Blanc is op 1 januari 2019 gefuseerd met de per die datum opgeheven gemeente Baillé tot een nieuwe gemeente, eveneens geheten Saint-Marc-le-Blanc. De gemeente telde 1.567 inwoners op 1 januari 2022.

## Geografie
De oppervlakte van Saint-Marc-le-Blanc bedroeg op 1 januari 2022 22,76 vierkante kilometer; de bevolkingsdichtheid was toen 68,8 inwoners per km².

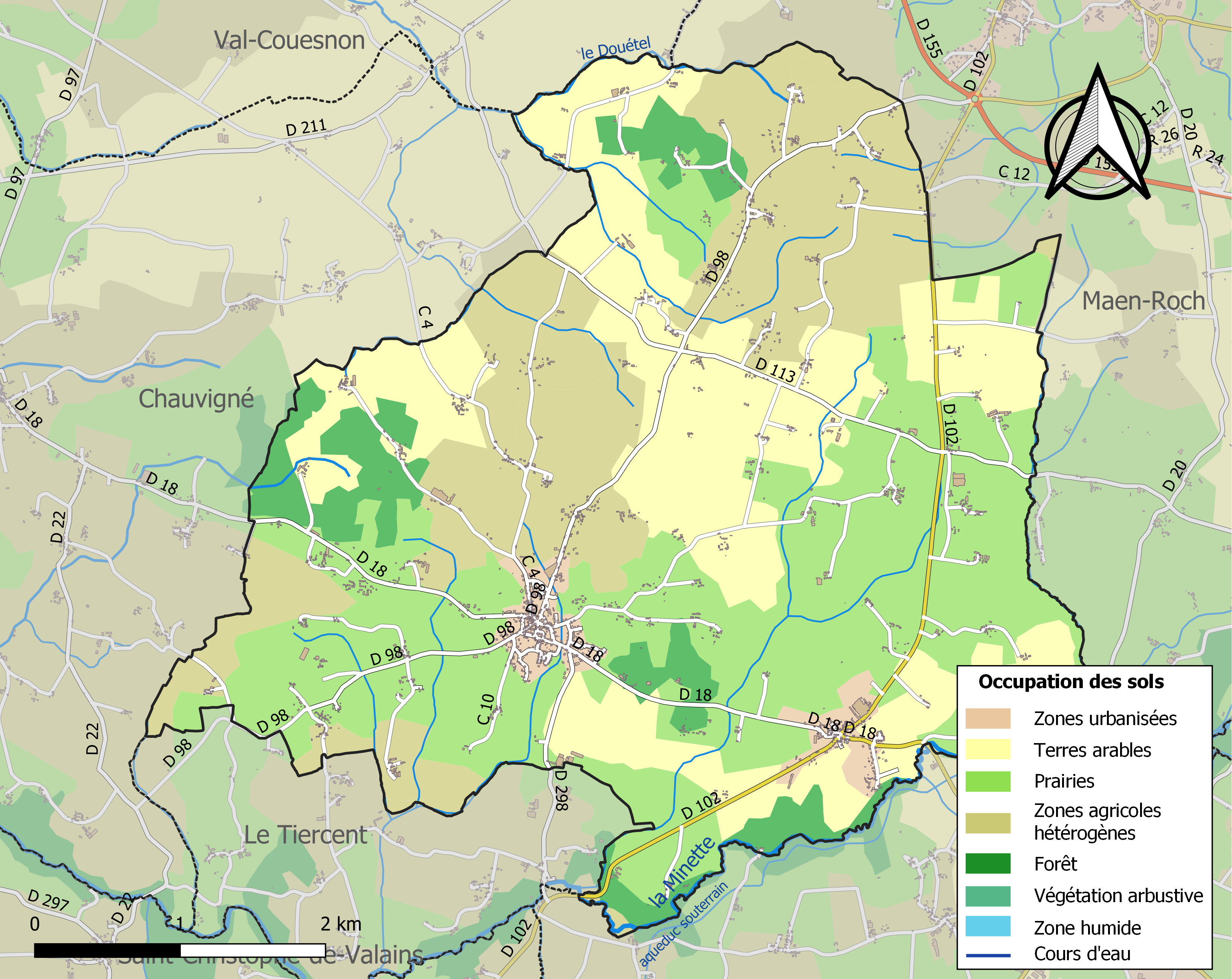
Kaart van de gemeente met belangrijkste infrastructuur, bodemgebruik en omliggende gemeenten

## Demografie
Onderstaande figuur toont het verloop van het inwonertal (bron: INSEE-tellingen).

## Afbeeldingen

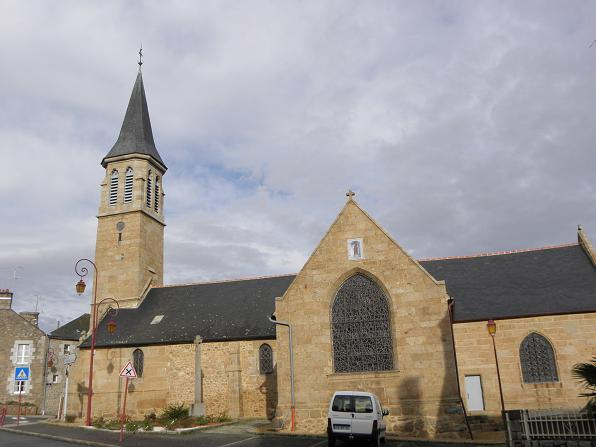
Kerk van Saint-Marc-le-Blanc
Gemeentehuis